# المنصورة (فلسطين)
المنصورة ، هي قرية فلسطينيّة مهجّرة تقع على بعد 29 كم شمال شرقيّ عكّا، على مسافة 43 كم منها 17 كم طريقًا معبدّة من الدرجة الأولى و 26 كم من الدرجة الثانية. تبعد زهاء نصف كيلومتر عن الحدود الفلسطينية– اللبنانية المارّة بشمالها. حتى عام 1923 كانت المنصورة تتبع للبنان ثم ضُمّت إلى فلسطين إثر تعيين الحدود.

## موقع القرية
أنشئت المنصورة على كتف جبل في القسم الجنوبي من جبل عامر (جبال الجليل الأعلى حاليًا) على ارتفاع 680 م عن سطح البحر. يقع تل أبو بايين في شمالها الغربي على بعد 1,25 كم. كما يمر وادي مسودة بشمالها على بعد كيلومتر ونيّف، وادي عزيم بجنوبها على بعد 1,5 كم، وكلاهما رافد لوادي كركرة الذي يعرف في مجراه الأدنى بوادي البير. في جنوب القرية ثلاثة صهاريج ماء، وبئر في شمالها.
كانت مساكن القرية متباعدة. في عام 1945 بلغت مساحة أراضيها مع أراضي قريتي دير القاسي وفسّوطة 34,011 دونما ولا يملك اليهود منها شيئًا. ضَمّت المنصورة في عام 1931: 688 نسمة من العرب كانوا يسكنون في 129 بيتًا. وفي تقرير عام 1945 ضُمّ سكانها إلى سكان دير القاسي وفسّوطة. أمّا اقتصاد القرية فاعتمد على الزراعة وتربية المواشي، في موسم 42/1943 كان فيها وفي دير القاسي وفسوّطة 900 دونم مزروعة زيتونًا.
احتلت «إسرائيل» هذه القرية العربية في عام 1948 وشردوا سكانها ودمّروها.

## احتلالها وتهجير سكانها
من المرجح أن تكون القرية هوجمت في تشرين الأول\ أكتوبر 1948 خلال عملية حيرام. فيما بعد في أواسط تشرين الثاني\ نوفمبر 1948 قرر الجيش الإسرائيلي أن يخلي الجانب الإسرائيلي من الحدود الإسرائيلية- اللبنانية من سكانه العرب. وصدرت الأوامر إلى سكان المنصورة بإخلائها فعبر بعضهم إلى لبنان غير أن معظمهم نقل بالشاحنات إلى الرامة التي كانت تقع إلى الجنوب. في شباط \ فبراير 1949 وجهت الكنيسة المارونية نداءًا إلى حكومة «إسرائيل» نيابة عن سكان القرية تطلب فيه السماح لهم بالعودة إلى منازلهم غير أن هذا النداء قوبل بالرفض. وطوال أعوام لاحقة ثابر سكان المنصورة الذين بقوا في فلسطين على مراجعة السلطات الإسرائيلية لكن من دون جدوى.

## القرية اليوم
دمرت منازل القرية تدميرًا كليًّا؛ كوّم معظم الحطام أكوامًا على الطرف الشمالي للموقع، كما تظهر بين قطع الأسمنت الكبيرة قضبان من الحديد المستخدم للبناء ويستخدم الموقع مرعى للبقر، سيّج بسياج من الأسلاك وإلى الغرب منه ثمة خم للدجاج عائد لمستعمرة «نطوعا» والبناء الوحيد الذي ظلّ قائمًا في القرية هو كنيسة مار يوحنا وهي على بعد مئتي متر إلى الجنوب من الموقع وعلى سفح الجبل إلّا أنّه تداعى سقفها وجزء من حائطها. كما زرع الجبل وإلى الجنوب من الموقع مدرج طائرات حربية وقاعدة عسكرية.

## المستعمرات الإسرائيلية على أراضي القرية
تقع مستعمرة «نطوعا» التي أسست في سنة 1966 على أراضي القرية، على بعد أقل من كيلومتر من موقعها أنشئت مستعمرة «إكوش» في سنة 1949. كما أنشئت مستعمرة «بيرانيت» في أوائل الخمسينات وكان اسمها الأصلي المنصورة كما أن مستعمرتي «متات» التي أسست في سنة 1979 و«أبيريم» التي أسست في سنة 1980 تقعان على أراضي القرية.

## وصلات خارجية
- منظر من القمر الصناعي لبلدة المنصورة
- ساعدونا بتخطيط البلدة في موقع التخطيط الحر - WikiMapia
- خارطة للقرى والوديان والأنهر الموجودة في محافظة صفد، اُنقر أي من الخرائط لتكبيرها